# جاناتان بوستوس
جاناتان بوستوس (انگلیسی: Jonathan Bustos؛ زادهٔ ۲۹ ژوئن ۱۹۹۴) بازیکن فوتبال اهل آرژانتین است.